# Gilliganův ostrov
Gilliganův ostrov, v originále Gilligan's Island, byl velmi populární americký sitcom vysílaný televizí CBS poprvé v letech 1964–1967. Do Československa ani Česka nebyl distribuován, do povědomí se dostal jen skrze zmínky v jiných seriálech (Alf, Simpsonovi). První řada byla natočena černobíle (a dodatečně obarvena), další dvě už barevně. S postavami seriálu posléze vznikly ještě tři hrané filmy a roku 2001 vzpomínkový dokument.

## Téma
Základním námětem je ztroskotání sedmi lidí na pustém tropickém ostrůvku, a jejich neustálá marná snaha se odtamtud dostat. Různorodé charaktery přitom vyvolávají řadu komických dialogů a situací. Titulní postavou je natvrdlý lodník Gilligan, zmatkař a smolař, který způsobuje většinu katastrof. Děj je dále zpestřován různými více či méně bizarními návštěvami zvenčí (často cameo role), např. v jednom díle se na ostrově objeví japonský námořník, který neví, že válka už skončila. Opakujícím se komickým motivem je také vyrábění nejrůznějších potřebných předmětů (včetně složitých přístrojů) z bambusu.

## Postavy a obsazení

### Posádka
- Gilligan, první důstojník ztroskotané lodi S.S. Minnow (hraje Bob Denver, 1935–2005)
- kapitán Jonas Grumby zvaný „Skipper“ (Alan Hale Jr., 1921–1990)

### Cestující
- Thurston Howell III., milionář z Wall Streetu (Jim Backus, 1913–1989)
- Eunice „Lovey“ Howellová, jeho žena (Natalie Schafer, 1900–1991)
- profesor Roy Hinkley, botanik a skautský vedoucí (Russell Johnson, 1924–2014)
- Ginger Grantová, hollywoodská hvězda (Tina Louise, * 1934)
- Mary Ann Summersová, dívka z farmy v Kansasu, která plavbu vyhrála v loterii (Dawn Wellsová, 1938–2020)

### Další
- hlas rozhlasového hlasatele (Charles Maxwell)

## Galerie

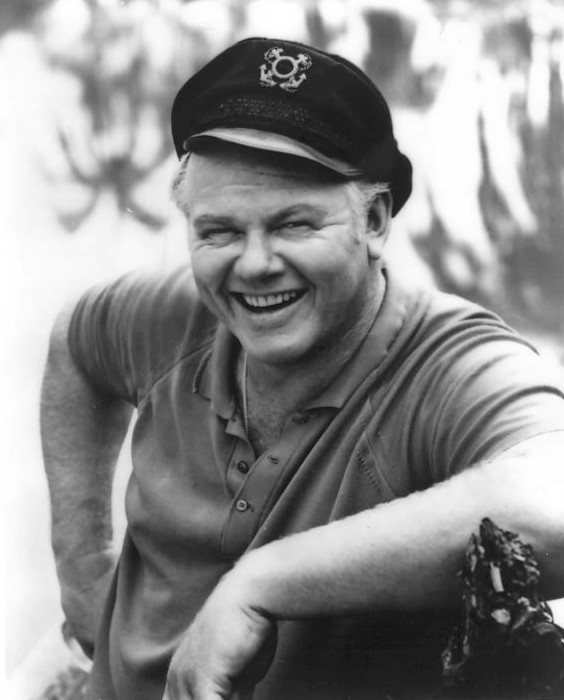
Alan Hale Jr. jako kapitán Skipper
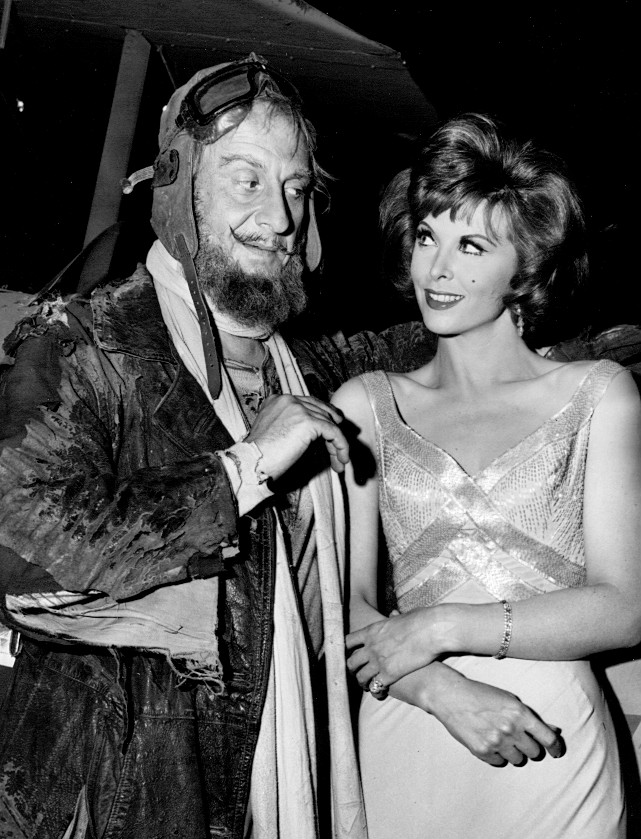
Tina Louise jako Ginger Grant (vpravo) a Hans Conried v roli zmateného pilota
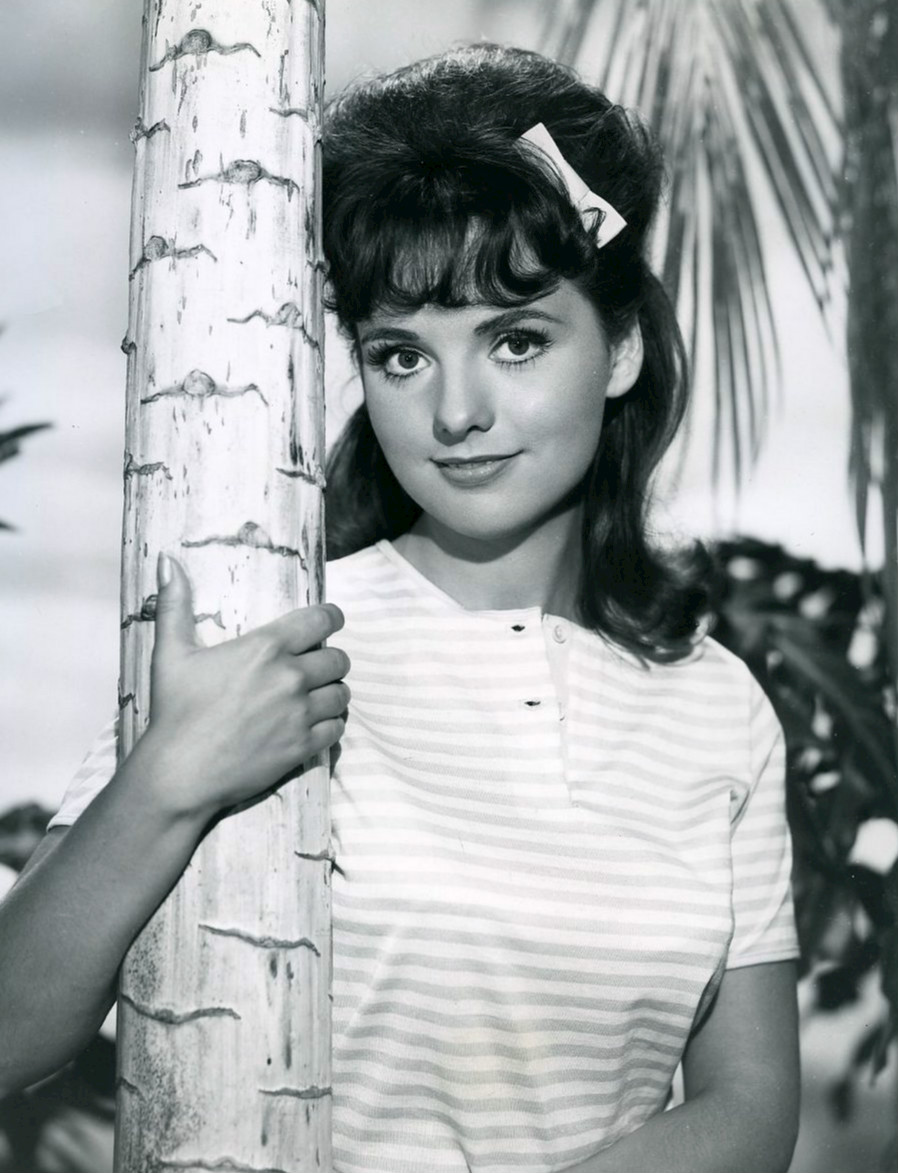
Dawn Wellsová jako Mary Ann Summersová
Pinball s motivy Gilliganova ostrova